# Juhani Helenius (Radsportler)
Juhani Helenius (* 5. August 1949) ist ein ehemaliger finnischer Radrennfahrer.

## Sportliche Laufbahn
Helenius war im Straßenradsport aktiv. Er wurde 1966 finnischer Juniorenmeister im Einzelzeitfahren. 1968 siegte er im Eintagesrennen Mynämäen ajot, 1971 gewann er den Grani Grand Prix (Pinna-ajot).
Die Internationale Friedensfahrt fuhr er zweimal. 1970 wurde er 74. der Gesamtwertung. 1968 war er ausgeschieden.